# Udea nordmani
Udea nordmani is een vlinder uit de familie van de grasmotten (Crambidae), uit de onderfamilie van de Spilomelinae. De wetenschappelijke naam van deze soort is voor het eerst voorgesteld als Pionea nordmani door Hans Rebel in een publicatie uit 1935.

## Verspreiding
De soort komt voor op de Canarische Eilanden waaronder La Palma, La Gomera en Tenerife.

## Waardplanten
De rups leeft op Cedronella canariensis (Lamiaceae) en Urtica morifolia (Urticaceae).